# Roadmovie

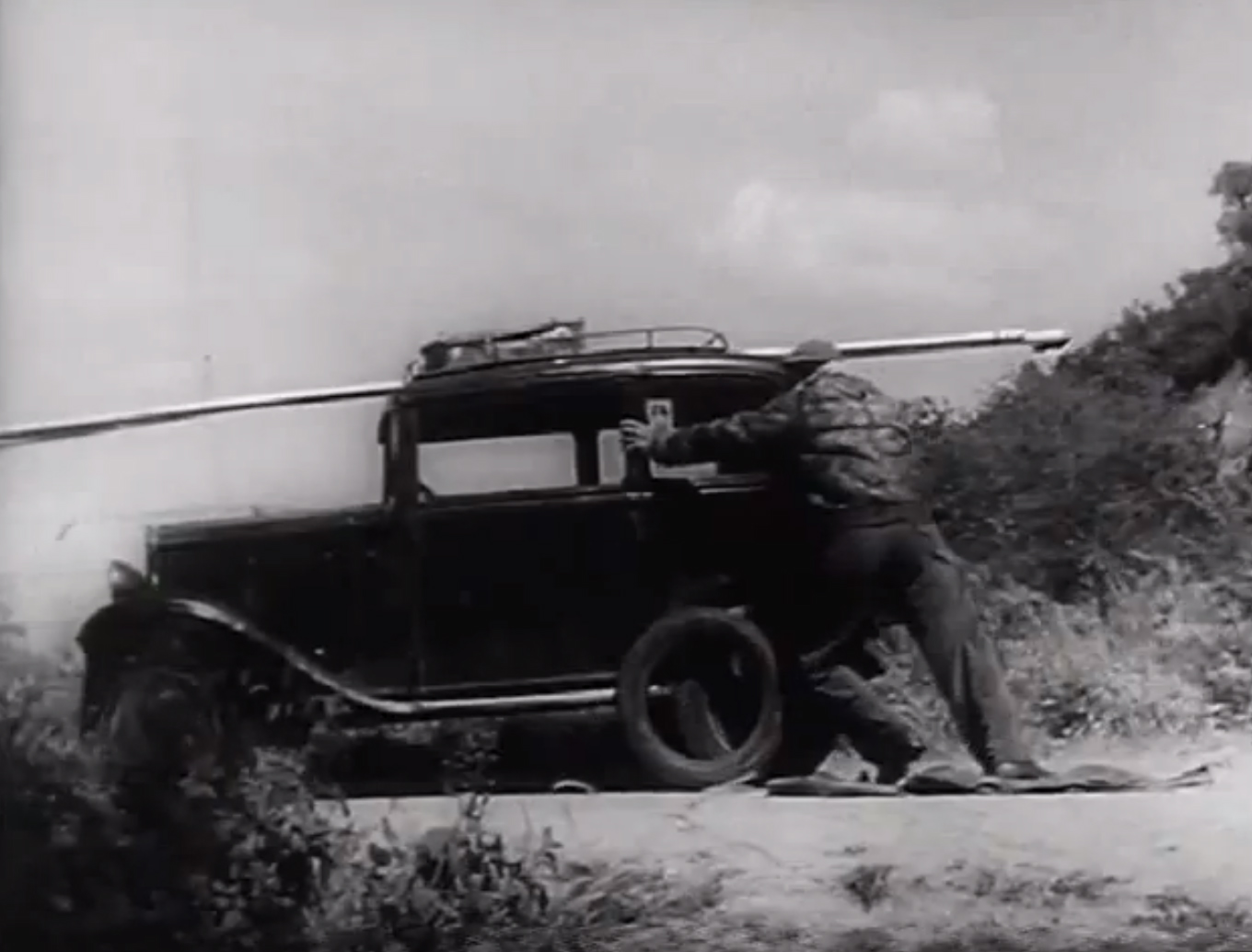
En skärmbild från trailern till filmen La strada.

Roadmovie (uttal: ['rəudmu:vi]; från engelskans road movie) är en filmgenre som kretsar kring huvudpersonernas resa. Resandet, som i regel sker med ett motorfordon, är vanligen utan mål. Syftet med resan är ofta en flykt undan något – det vill säga en jakt efter frihet. Under resans gång sker oväntade möten och händelser, vilket bildar ramen för berättelsen. En vanligt förekommande undergenre är den existentialistiska roadmovien, där huvudpersonerna lär sig saker om sig själva och får mer insikt om meningen med livet.
Tydliga exempel ur genren är Easy Rider, Wanda, Thelma och Louise, Little Miss Sunshine, Duellen och Din morsa också!. Även Ursäkta, vad är klockan? med John Cleese kan betraktas som en roadmovie. Genren har sina rötter i klassiska verk som Homeros Odysséen.

## Källhänvisningar
1. ↑  "roadmovie". NE.se. Läst 5 augusti 2014.
2. ↑  "Richard Sarafian: Film director best known for the existential road movie 'Vanishing Point'". Independent.co.uk. Läst 5 augusti 2014. (engelska)